# David Winters
David Winters (5 d'abril de 1939 - 23 d'abril de 2019) va ser un actor, ballarí, coreògraf, productor, distribuïdor, director i guionista nord-americà d'origen anglès. De jove, va actuar en projectes de cinema i televisió com Lux Video Theatre; Naked City; Mister Peepers; Rock, Rock, Rock; i Roogie's Bump. Va rebre certa atenció als musicals de Broadway pels seus papers a West Side Story (1957) i Gypsy (1959). A l'adaptació cinematogràfica de West Side Story (1961) va ser un dels pocs que fou tornat a cridar. Es va convertir en la pel·lícula més taquillera d'aquell any i va guanyar 10 premis de l'Acadèmia, inclosa la millor pel·lícula.
Winters es va convertir en coreògraf de dansa. En pel·lícules, va coreografiar diversos projectes amb Elvis Presley i Ann-Margret començant per Viva Las Vegas (1964). Altres crèdits de coreografia de dansa són T.A.M.I. Show (1964), Send Me No Flowers (1964), Billie (1965), Ha nascut una estrella (1976), etc. A la televisió, se'l va veure sovint amb la seva companyia en una varietat d'espectacles que coreografiaven danses populars dels anys seixanta. Als Premis Emmy, per l'especial de televisió Movin' with Nancy (1967), la seva coreografia va ser nominada a la categoria Classificació especial d'assoliments individuals.
A la dècada de 1970, Winters va produir i dirigir especials de televisió com Raquel! (1970), Once Upon a Wheel (1971), Timex All-Star Swing Festival (1972), etc. En pel·lícules, ha dirigit Alice Cooper: Welcome to My Nightmare (1976), The Last Horror Film (1982), Thrashin' (1986), etc. Des dels anys 80 fins als 90, Winters va dirigir Action International Pictures on produiria, distribuiria i, alguna vegada, dirigiria pel·lícules orientades a l'acció. Des dels anys 2000 fins a la seva mort el 2019, Winters va continuar produint i dirigint.

## Primers anys
Winters va néixer David Weizer a Londres, Anglaterra, fill de pares jueus Sadie i Samuel Weizer. La seva família es va traslladar als Estats Units el 1953. El 1956 es va naturalitzar ciutadà dels Estats Units. Winters estava interessat en ballar des de ben petit.

## Filmografia
| Any  | Film                                  | Director | Productor | Guionista | Notes                                 |
| ---- | ------------------------------------- | -------- | --------- | --------- | ------------------------------------- |
| 1975 | Linda Lovelace for President          | No       | Sí        | No        | Pel·lícula eròtica                    |
| 1975 | Alice Cooper: Welcome to My Nightmare | Sí       | Sí        | No        | Concert                               |
| 1977 | Young Lady Chatterly                  | No       | Sí        | No        |                                       |
| 1979 | Racquet                               | Sí       | Sí        | argument  | Argument no acreditat                 |
| 1982 | The Last Horror Film                  | Sí       | Sí        | Sí        |                                       |
| 1985 | Mission Kill                          | Sí       | Sí        | Yes       | Guionista acreditat com Maria Danté   |
| 1986 | Thrashin'                             | Sí       | No        | No        |                                       |
| 1987 | Code Name Vengeance                   | Sí       | Yes       | No        | Productor acreditat com a Maria Danté |
| 1987 | Rage to Kill                          | Sí       | Sí        | Sí        |                                       |
| 1988 | Space Mutiny                          | Sí       | Sí        | Yes       | Guionista acreditat com Maria Dante   |
| 1994 | Raw Justice                           | No       | Sí        | No        | També productor executiu              |
| 1995 | Body Count                            | No       | Sí        | No        |                                       |
| 1995 | The Dangerous                         | Yes      | Sí        | No        | Director credited as Maria Danté      |
| 1997 | Fight and Revenge                     | Sí       | Sí        | No        | Pel·lícula perduda                    |
| 2003 | Welcome 2 Ibiza                       | Sí       | Sí        | No        |                                       |
| 2005 | The King Maker                        | No       | Sí        | No        |                                       |
| 2015 | Dancin': It's On!                     | Sí       | Sí        | Sí        |                                       |

Només productor executiu
| Year | Pel·lícula                     | Notes                      |
| ---- | ------------------------------ | -------------------------- |
| 1976 | Once Upon a Girl...            | Pel·lícula eròtica animada |
| 1987 | Killer Workout                 |                            |
| 1987 | Mankillers                     |                            |
| 1987 | Deadly Prey                    |                            |
| 1988 | Night Wars                     |                            |
| 1988 | Death Chase                    |                            |
| 1988 | Phoenix the Warrior            |                            |
| 1988 | Operation Warzone              |                            |
| 1988 | Hell on the Battleground       |                            |
| 1988 | Dead End City                  |                            |
| 1989 | Order of the Eagle             |                            |
| 1989 | Jungle Assault                 |                            |
| 1989 | Deadly Reactor                 |                            |
| 1989 | Rapid Fire                     |                            |
| 1989 | The Bounty Hunter              |                            |
| 1989 | White Fury                     |                            |
| 1989 | Time Brust: The Final Alliance |                            |
| 1989 | Born Killer                    |                            |
| 1989 | Future Force                   |                            |
| 1989 | Shooters                       |                            |
| 1990 | Deadly Dancer                  |                            |
| 1990 | The Lost Platoon               |                            |
| 1990 | The Revenger                   | No acreditat               |
| 1990 | Future Zone                    |                            |
| 1990 | Invasion Force                 |                            |
| 1990 | The Final Sanction             |                            |
| 1990 | Lock 'n' Load                  |                            |
| 1991 | Firehead                       |                            |
| 1991 | Raw Nerve                      |                            |
| 1991 | The Last Ride                  |                            |
| 1991 | Presumed Guilty                |                            |
| 1991 | Maximum Breakout               |                            |
| 1991 | Dark Rider                     |                            |
| 1991 | Cop-Out                        |                            |
| 1993 | Night Trap                     |                            |
| 2000 | Rhythm and Blues               |                            |
| 2003 | Devil's Harvest                |                            |